# Fota brunneogrisea
Fota brunneogrisea là một loài bướm đêm trong họ Noctuidae.